# Parapalaeosepsis ploskolapka
Parapalaeosepsis ploskolapka är en tvåvingeart som beskrevs av Ozerov 2004. Parapalaeosepsis ploskolapka ingår i släktet Parapalaeosepsis och familjen svängflugor. Inga underarter finns listade i Catalogue of Life.